# Phylloscartes superciliaris
Phylloscartes superciliaris е вид птица от семейство Tyrannidae.

## Разпространение
Видът е разпространен във Венецуела, Еквадор, Колумбия, Коста Рика, Панама и Перу.